# Бешкентский район
Бешкентский район (узб. Бешкент тумани) — единица административного деления Кашка-Дарьинского округа, Бухарской, Кашкадарьинской и Сурхандарьинской областей Узбекской ССР, существовавшая в 1926—1930 и 1935—1959 годах.

## История
Бешкентский район с центром в кишлаке Бешкент был образован в 1926 году в составе Кашка-Дарьинского округа Узбекской ССР.
В 1930 году район был упразднён.
В 1935 году район был восстановлен в составе Кашка-Дарьинского округа Узбекской ССР, при этом первое время он назывался районом Касби, а затем Октябрьским районом.
15 января 1938 года Бешкентский район вошёл в состав Бухарской области, а 20 января 1943 года был передан в новую Кашкадарьинскую область.
По данным на 1 октября 1948 года район включал 13 сельсоветов: Бешкент, Денау, Дженау, Казак, Камаши, Касби, Каучук, Кахляк, Муглан, Таликурган, Памук, Ходжахайрам и Чандыр.
25 января 1960 года Бешкентский район был передан в состав Сурхандарьинской области.
24 декабря 1962 года Бешкентский район был упразднён.

## Население
По данным переписи 1939 года в Бешкентском районе проживало 50 368 человек, в том числе узбеки — 75,4 %, туркмены — 8,4 %, таджики — 7,1 %, арабы — 5,5 %, русские — 1,4 %, татары — 1,1 %. По данным переписи 1959 года, в районе проживало 41 158 человек.